# Черногорски въоръжени сили в Руско-турската война (1877 – 1878)
Черногорските въоръжени сили са спомагателен участник в Руско-турската война (1877 – 1878).

## Състав
Въоръжените сили на Черна гора са съставени от народно опълчение. Свиква се по време на война. Включва мъжкото население от 16 до 60-годишна възраст.
Основна структурни единици са:
- чета (рота)
- батальон

Пехотата и артилерията са единствените родове войска. При изключителни обстоятелства, броят на воините достига до 26 000 бойци.

## Турско-черногорска война 1876 г.
През лятото на 1876 г. се води Турско-черногорска война. Черногорските сили от 30 – 40 батальона и 20 оръдия, всичко 23 000 офицери и войници се насочват към град Никшич и Подгорица. Османските сили са от армейски корпус с командир Сюлейман паша от 40 000 офицери и войници. Пехотната дивизия с командир Али Саиб паша от 20 000 офицери и войнци създават реална заплаха за унищожаване на Черногорската армия.

## Участие в Руско-турската война (1877 – 1878)
Началото на Руско-турската война (1877 – 1878) и действията на Предния руски отряд с командир, генерал-лейтенант Йосиф Гурко, който се вклинява дълбоко в Южна България, заставят Високата порта да прехвърли армейския корпус на Сюлейман паша в Тракия. Съотношението на силите в Черна гора се променя в полза на черногорските сили. Започва период на настъпателни бойни действия.
В центъра на вниманието е превземането на Никшич. През нощта на 7/19 август след продължителни бойни действия е овладян редутът Чегавица (ключьт за отбраната на града). Никшич е превзет на 27 август/8 септември. Води се настъпление срещу противниковите сили и укрепления в района на Дугския проход (овладян на 13/25 септември).
Провеждат се боеве срещу османски сили, настъпващи от юг (Албания) и изток (Нови пазар). В боя при Дурмитор противникът е разгромен (30 август/9 септември). Настъпва временно затишие.
По руско искане (главнокомандващия на Действуващата Руска армия, княз Николай Николаевич) настъпателните действия са подновени и е обсаден град Подгорица. Главните сили от 13 батальона са насочени към град Антивари. На 2/14 ноември започват действията срещу османския гарнизон, който капитулира на 28 декември 1977/9 януари 1878 г.
След 10 дена е превзет град Дулчино и силите са насочени към Скутари. Превземането на града е предотвратено от подписването на Одринското примирие.

## Резултати
Санстефанският мирен договор и Берлинският договор признават независимостта на Черна гора, която удвоява територията си. Присъединени са градовете Никшич, Подгорица и Антивари.

## Галерия
- Сюлейман паша
- Али Саиб паша Гюрчю
- генерал-лейтанант Йосиф Гурко
- главнокомандващ княз Николай Николаевич